# Tical
Tical è il primo album solista di Method Man.
Il titolo deriva dalla sottrazione di "Method Man" (nome adottato in un secondo momento) al suo nome originale MethodTical MAN = MethodTical Man.

## Il disco
Il primo disco solista di Method Man è anche uno dei primi esperimenti di doped sound nell'universo Wu-Tang Clan. La voce bassa e ipnotica di Mr.Meth si unisce infatti alle basi minimali di RZA, creando un prodotto pregevole ed omogeneo. La prima edizione di questo lavoro contiene il remix di "All I Need", nel quale compare la voce della cantante R'n'B Mary J. Blige. "Tical" viene poi rimasterizzato dalla Def Jam e vengono inserite nuove tracce bonus, ovvero il remix di "Bring The Pain", quello di "Release Yo'Delf" e il video di "Bring the Pain". "Tical" è anche il primo disco solista di un membro del Wu-Tang ed è uno dei massimi successi: arriva a conquistare il disco di platino.

## Tracce
1. Tical
2. Biscuits
3. Bring The Pain
4. All I Need  (ft. )
5. What The Blood Clot
6. Meth VS Chef  (ft. Raekwon)
7. Sub Crazy
8. Release Yo'Delf
9. P.L.O. Style  (ft. Carlton Fisk)
10. I Get My Thang In Action
11. Mr. Sandman  (ft. RZA, Streetlife, Inspectah Deck, Carlton Fisk & Blue Raspberry)
12. Stimulation  (ft. Blue Raspberry)
13. Method Man (Remix)

- Bonus Track Def Jam Remasters

1. Bring The Pain  (Remix)
2. Release Yo' Delf  (Prodigy remix)

### Bring the Pain
Bring the Pain è il singolo che ha trascinato Tical nelle classifiche americane. Un classico esempio del sound di Methical. Il beat di RZArecta, il quale contiene un ottimo pianoforte risonante, diventa all'istante un tappeto per tantissimi freestyle-contests, mentre il rapper non perde occasione per sfoggiare le sue qualità. Molte delle frasi pronunciate da Meth in questa canzone diventeranno culto. Nel disco rimasterizzato dalla Def Jam vi è anche il video di "Bring The Pain".